# Mulina

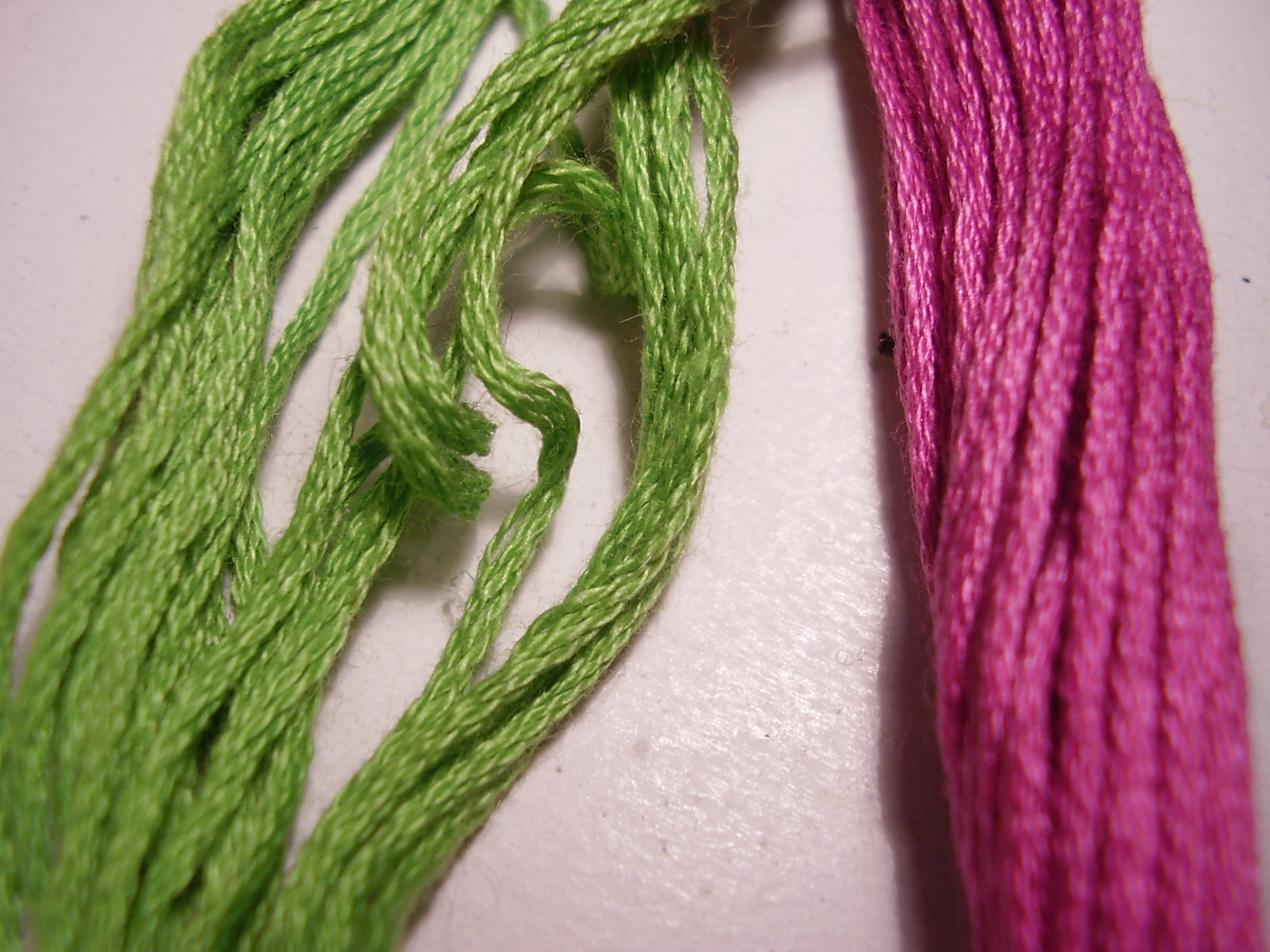
Mulina

Mulina (fr. mouliné) – jedwabna lub bawełniana nitka używana do zdobienia materiału, haftowania, wykonywania bransoletek itp. Oferowana jest w przeróżnych kolorach, także cieniowanych (kilku odcieniach przechodzących płynnie z jednego w drugi).
Słowo mulina narodziło się w warsztatach jedwabniczych. To tam do skręcenia kilku nici surowego jedwabiu używano siły małych młynów, poruszanych przez wodę (fr. moulin). Do dziś termin ten odnosi się do czynności skręcania niezależnie od typu produkowanej nici.
Mulina jako pasemko nici powstała w 1899 roku w Miluzie (obecnie Francja). Pomysł był taki by otrzymać nić podzielną, złożoną z sześciu włókien składowych. Dzięki temu można wyszywać pojedynczym cieniutkim włóknem, podwójnym czy użyć wszystkich sześciu naraz w zależności od potrzeb.
Dzięki procesowi merceryzacji nić bawełniana błyszczy się imitując jedwab. Specjalne złożenie nici i nałożenie papierowej obrączki na pasemko umożliwia wyciąganie poszczególnych nitek bez ryzyka tworzenia supełków. 
Każde pasemko oznaczone jest numerem oznaczającym kolor.